# Skala trudności szlaków kajakowych
Skala trudności szlaków kajakowych – jedna z trzech skal opisujących charakterystykę szlaków kajakowych. Pozostałe dwie to skala uciążliwości i skala atrakcyjności. Skala trudności określana jest dla rzek górskich w kategoriach WW, zaś dla pozostałych rzek w kategoriach ZW.

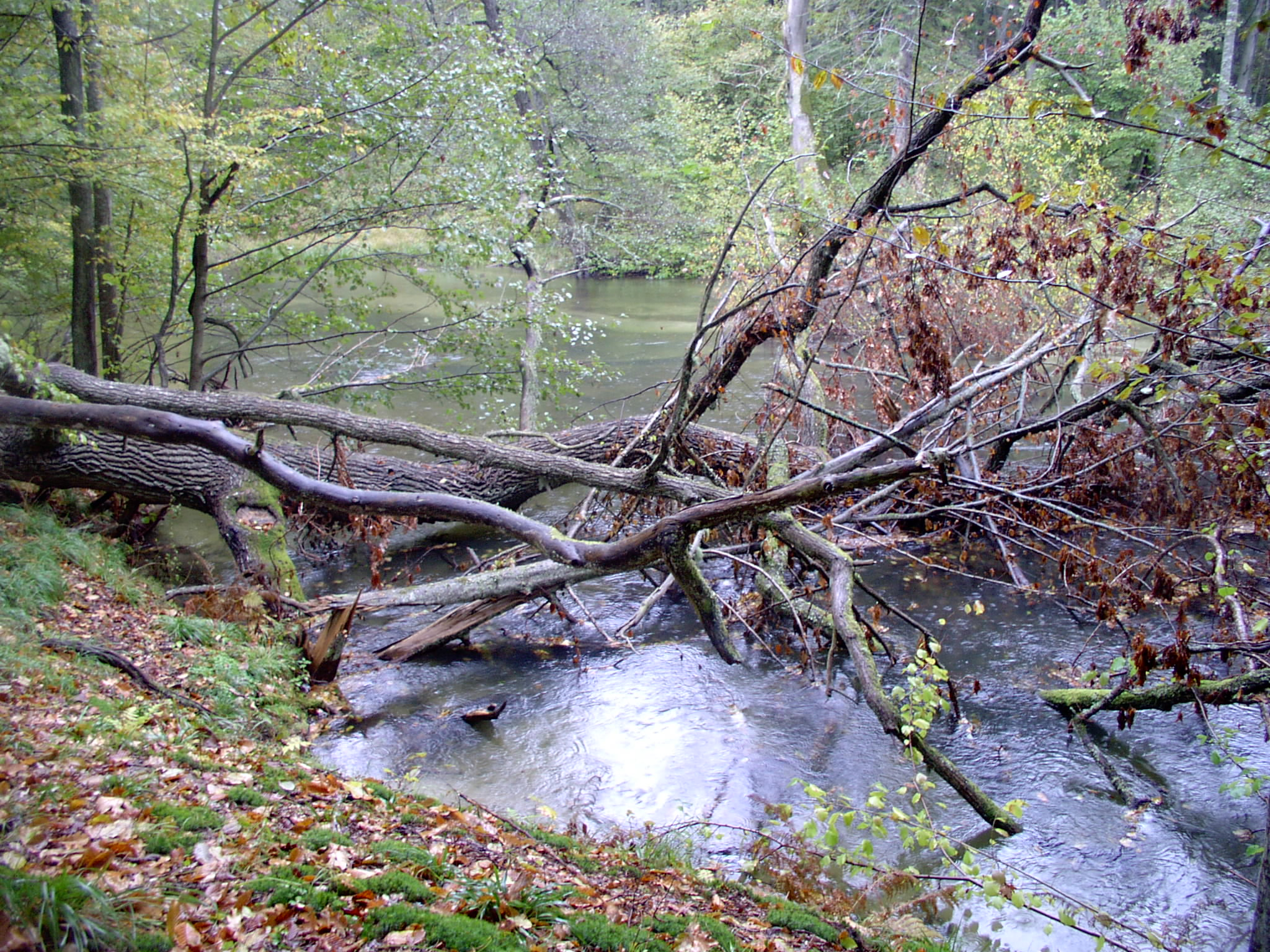
Łyna - kategoria ZW B - ZW C

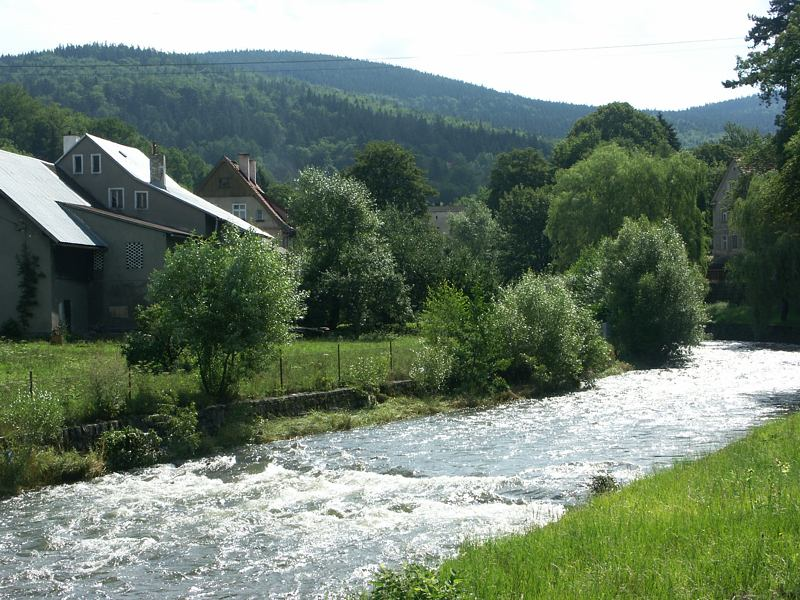
Biała Lądecka - kategoria WW I - WW II

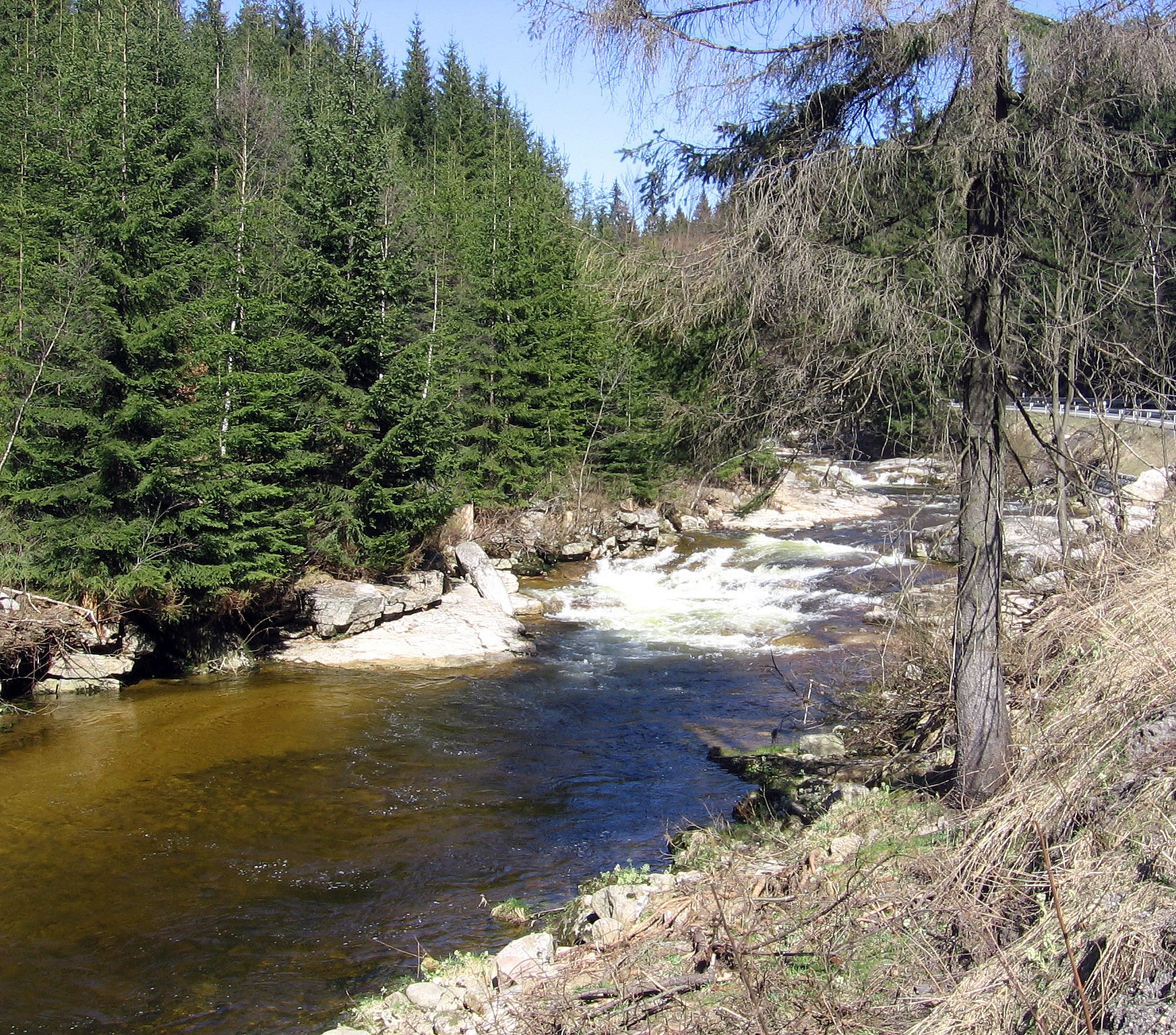
Izera - kategoria WWIII

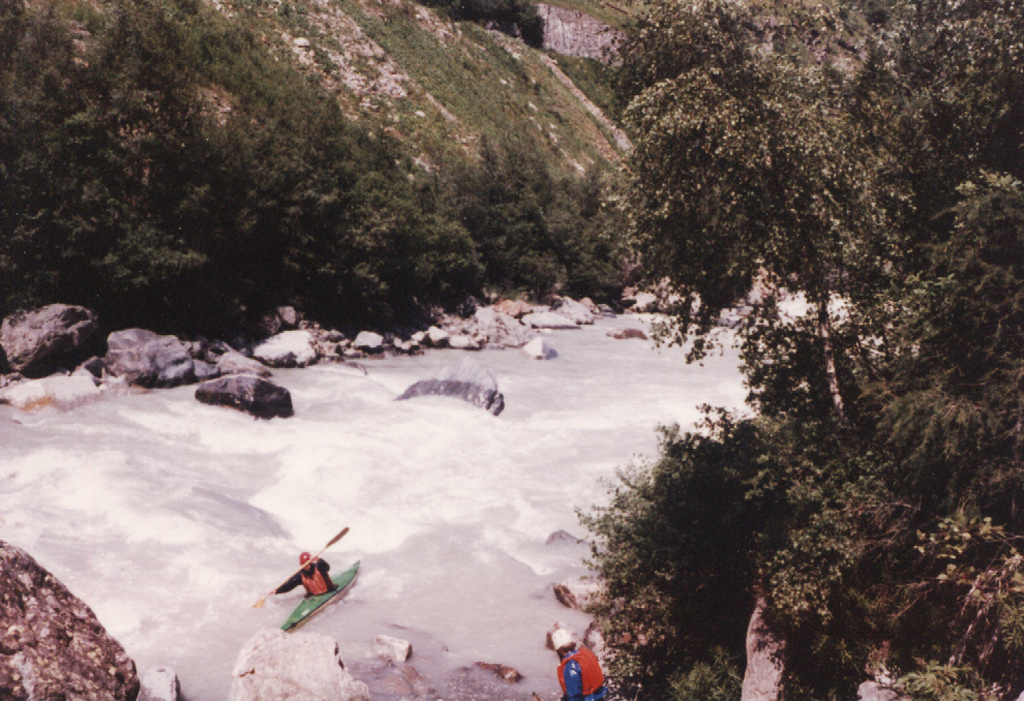
Ötztaler Ache - kategoria WWVI

## Skala WW
Skala WW (z ang. White Water) jest międzynarodową skalą trudności rzek górskich. Skala jest podzielona na sześć stopni: od najłatwiejszego do najtrudniejszego. Nie opisuje niebezpieczeństwa, a jedynie poziom trudności (w większości przypadków niebezpieczeństwo rzek idzie w parze z trudnością, ale zdarzają się wyjątki od tej reguły).

### Kategorie skali WW
- WWI (umiarkowanie trudny, dostępny dla początkujących pod opieką doświadczonych) – rzeki górskie o znacznym prądzie, rzadko występujące duże kamienie, bystrza o szerokich przejściach, regularne fale, częste przemiały, wszelkie trudności łatwe do odpowiednio wczesnego zauważenia,
- WWII (dość trudny, tylko dla doświadczonych) – rzeki górskie, szybki prąd, podwodne skały i głazy, małe progi, duże fale, regularne odwoje,
- WWIII (trudny, tylko dla doświadczonych – mogą oni pokonać szlak bez asekuracji z lądu) – rzeki górskie o silnym nurcie z dużymi falami, częste małe odwoje, małe progi, nieduże szachownice głazów,
- WWIV (bardzo trudny, tylko dla doświadczonych, na niektórych odcinkach wymagane rozpoznanie i asekuracja z lądu) – rzeki górskie, bardzo silny nurt, duże nieregularne fale, nieregularne i skośne odwoje, szachownice z dużych kamieni zasłaniające trasę, trudności z zatrzymaniem,
- WWV (nadzwyczaj trudny, tylko dla bardzo doświadczonych, rozpoznanie z lądu i asekuracja konieczne, szlak niebezpieczny) – rzeki górskie, bardzo szybki nurt, duże progi, silne i nieregularne odwoje, wysokie i nieregularne fale, bardzo duże spadki, bardzo duże trudności z zatrzymywaniem,
- WWVI (skrajnie trudno, tylko dla bardzo doświadczonych) – przepłynięcie na granicy ludzkich możliwości, nawet przez osoby o szczytowym doświadczeniu.

### Przykłady trudności WW na rzekach polskich i zagranicznych
- WWI:  Dunajec, Białka (od Czarnej Góry), Biała Głuchołaska (wszystkie częściowo),
- WWII: Białka (Jurgów Szałasy - Czarna Góra), Dzika Orlica, Biała Lądecka (do Radochowa),
- WWIII: Białka (w TPN), Bóbr (przed jez. Modrym), Sękówka, Izera,
- WWIV: Kamienna (poniżej Szklarskiej Poręby),
- WWV:  Kamienna (bezpośrednio powyżej Szklarskiej Poręby),
- WWVI: w Polsce nie występuje, Ötztaler Ache (częściowo).

Nieczęsto zdarza się, że określony odcinek rzeki, a zwłaszcza cała rzeka, posiada jeden, równy poziom trudności. Dlatego też stosuje się opisy łamane, np.:
- WW 3-4 - na rzece występują zarówno miejsca o trudności WW 3 jak i WW 4, porównywalnie często,
- WW 3 (5) - rzeka posiada trudność WW 3, ale występuje co najmniej jedno miejsce WW 5,
- WW 4-3 - na rzece występują zarówno trudności WW 4 jak i WW 3, ale z naciskiem na WW 4 (częściej).

Oznaczenie X otrzymują miejsca niespływalne, na których dokonać należy przenoski. Przyczyną niespływalności może być przeszkoda w nurcie (np. wodospad, leżące drzewo, kamienie), brak wody, śluza, jaz, bród, itp. 

## Skala ZW
Dla rzek nizinnych i pozostałych akwenów stosuje się skalę ZW, w praktyce będącą pierwszymi trzema stopniami ogólnej klasyfikacji trudności rzek i szlaków kajakowych:
- ZWA (bardzo łatwy, dostępny dla początkujących) – małe zbiorniki, woda stojąca, brak fal, słaby prąd, praktyczny brak przeszkód,
- ZWB (łatwy, dostępny dla początkujących) – średnie zbiorniki, rzeki o dość silnym prądzie, przeszkody i zjawiska podwyższające trudność,
- ZWC (nieco trudny, dostępny dla początkujących pod opieką doświadczonych) – duże zbiorniki, szybki nurt, małe regularne bystrza, ostre zakręty, mielizny, ławice, duża liczba przeszkód wymagających dokładnego manewrowania.